# ۱۷۸۵ (میلادی)
۱۷۸۵ (میلادی) هزار و هفتصد و هشتاد و پنجمین سال تقویم میلادی است.

## زادگان
- ۱۰ فوریه – کلود-لویی ناویه، فیزیک‌دان، اقتصاددان، ریاضی‌دان، و مهندس فرانسوی (د. ۱۸۳۶)